# Đàng Thánh Giá
Đàng Thánh Giá hay Đường Thánh Giá (Latinh: Via Crucis) là một loạt gồm mười bốn hình ảnh nghệ thuật, thường là điêu khắc, mô tả diễn tiến Cuộc thương khó của Chúa Giêsu, từ khi Người bị kết án đến khi bị đóng đinh trên thập giá và cuối cùng là an táng trong hầm mộ.
Thánh Giá được thể hiện qua hình thức tôn thờ bằng cách đi chuyển đến từng chặng (từng hình ảnh) theo thứ tự rồi đọc kinh nguyện và suy tư tương ứng với sự kiện tại chặng đó. Đàng Thánh Giá thường được cử hành vào các ngày Thứ Sáu trong tuần (đặc biệt là Mùa Chay, vì Kitô hữu tin rằng đó là ngày Chúa Giêsu chịu chết).
Truyền thống Đàng Thánh Giá bắt nguồn từ Thánh Phanxicô thành Assisi và kéo dài suốt thời trung cổ của Giáo hội Công giáo Rôma. Ngoài ra, nó cũng xuất hiện trong các Giáo hội Luther và Anh giáo. Trong các nhà thờ Công giáo, Đàng Thánh Giá thường được bố trí dọc theo hai bên tường gian chính, thường là các phù điêu, tranh ảnh cỡ nhỏ, có đánh số thứ tự từ I đến XIV. 

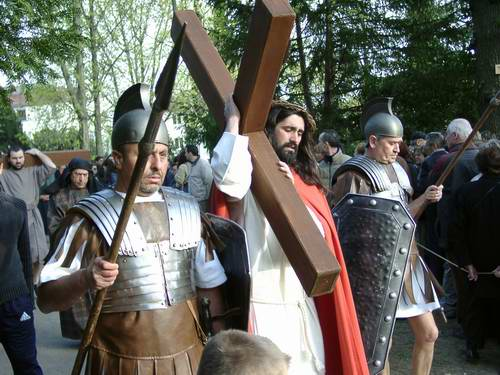
Phục dựng Đàng Thánh Giá và Cuộc thương khó của Giêsu tại Stuttgart, Đức năm 2004